# Ченгельды
Ченгельды (каз. Шеңгелді) — село в Сарыагашском районе Туркестанской области Казахстана. Входит в состав Жылгинского сельского округа. Код КАТО — 515463800.

## Население
В 1999 году население села составляло 1764 человека (900 мужчин и 864 женщины). По данным переписи 2009 года, в селе проживали 1864 человека (947 мужчин и 917 женщин).

## Известные жители и уроженцы
- Калымбетов, Демеу (1911 — ?) — Герой Социалистического Труда.
- Сейдазов, Кожамурат (1908 — ?) — Герой Социалистического Труда.

## Транспорт
По территории проходит железная дорога Актюбинск — Ташкент. Во времена СССР здесь стыковались Казахская железная дорога и Среднеазиатская железная дорога.